# Liste der denkmalgeschützten Objekte in Raspenava
Grundlage dieser Liste der denkmalgeschützten Objekte in Raspenava ist die ÚSKP-Liste (Ústřední seznam kulturních památek České republiky, deutsch Zentrale Liste der Kulturdenkmäler der Tschechischen Republik), die von der tschechischen Denkmalschutzbehörde NPÚ (Národní památkový ústav, deutsch Nationale Denkmalbehörde) seit 1987 geführt wird und an die seit dem Jahr 1850 geschaffenen Listen anschließt.

## Raspenava(Raspenau)
| Lage                                                | Objekt                                           | Beschreibung | ÚSKP-Nr.                  | Bild           |
| --------------------------------------------------- | ------------------------------------------------ | --- | ------------------------- | -------------- |
| Raspenava, Fučíkova 493 (Standort)                  | Landhaus                                         | Landhaus, errichtet 1805 vom Kaufmann Franz Effenberger, später von Ferdinand Schöler eine Gerberei eingerichtet, das Inventar befindet sich im Nordböhmischen Museum (Severočeské museum). | 16608/5-4429 Info Katalog | weitere Bilder |
| Raspenava, Fučíkova 490 (Standort)                  | Sparkasse                                        | Schule - ehem. Sparkasse. Gebäude der ehem. Bezirkssparkasse Friedland im Westen des Ortes, repräsentatives Neorenaissance-Gebäude, errichtet 1891 nach dem Entwurf des Reichenberger Baumeisters Adolf Bürger. Nach dem Zweiten Weltkrieg wurde das Haus als Schule genutzt. | 30326/5-4434 Info Katalog | weitere Bilder |
| Raspenava, Fučíkova, südlich von Nr. 458 (Standort) | Sühnekreuz                                       | Sühnekreuz in Form eines lateinischen Kreuzes, auf der Vorderseite Darstellung eines Schwerts | 32072/5-4433 Info Katalog | weitere Bilder |
| Raspenava 422 (Standort)                            | Raspenauer Gericht (Raspenavská rychta)          | Ehem. Raspenauer Gericht – Areal eines Vierseithofs, bestehend aus gemauerten Wohn- und Wirtschaftsgebäuden, in der Nähe der Kirche Mariä Himmelfahrt, vermutlich an der Stelle der ältesten Siedlung des Dorfes - Wohnhaus Nr. 422 (Gasthaus Smědavská rychta) - Tor, Scheune I und Scheune II - landwirtschaftliches Gebäude                                                         | 34836/5-4435 Info Katalog | weitere Bilder |
| Raspenava 637 (Standort)                            | Kirche Mariä Himmelfahrt                         | Kirche Mariä Himmelfahrt, neobarocke Kirche, errichtet 1906–1907 nach einem Entwurf des Reichenberger Bauunternehmens Gustav Sachers Söhne - Kirche - Pfarrhaus Nr. 637 - Friedhof mit Umfassungsmauer und zwei Tore - neugotisches Grab der Unternehmerfamilie Richter - Statuen des hl. Peter und hl. Paul und die Umfassungsmauer - Reste der alten Pfarrei mit Tor und Einfriedung | 19600/5-4431 Info Katalog | weitere Bilder |
| Raspenava, am Friedhof (Standort)                   | Denkmal der Roten Armee                          | Denkmal der Roten Armee auf dem südlichen Teil des Friedhofs. Denkmalschutz seit 1997 aufgehoben. | 11700/5-4430 Info Katalog | weitere Bilder |
| Luh, Hejnická 297 (Mildenau) (Standort)             | Gemauertes Taubenhaus auf dem Bauernhof Nr. 297  | Bauerngehöft Nr. 297, davon nur das Taubenhaus, errichtet zwischen 1875 und 1885 zur romantische Gartengestaltung der Fabrikantenvilla von Gustav Richter (Nr. 292). Der Taubenschlag war in erster Linie ein Schmuckstück, ohne wirtschaftlichen Aspekt. | 51200/5-5911 Info Katalog | weitere Bilder |
| Lužec, Hejnická 313 (Mildeneichen) (Standort)       | Ehem. Gerichtshaus Mildeneichen (Lužecká rychta) | Landhaus Nr. 313 mit Restaurant, urspr. im Besitz des Klosters, jetzt Restaurant „Myslivecké zátiší“ (Jägerruhe), klassizistisches Backsteinhaus aus dem Jahr 1827, im Ortsteil Lužec (östlich von Raspenau), urspr. Adresse Lužec Nr. 24. Denkmalschutz seit 2018 aufgehoben. | 28452/5-4437 Info Katalog | weitere Bilder |
| Lužec, Hejnická, bei Nr. 324 (Standort)             | Bildstock                                        | Bildstock aus Granit im Ortsteil Lužec, links neben der Straße nach Hejnice (Haindorf), bei Haus Nr. 325, im Jahr 2003 von Helmut Sacher restauriert. | 38932/5-4436 Info Katalog | weitere Bilder |